# 3839 Bogaevskij
3839 Bogaevskij eller 1971 OU är en asteroid i huvudbältet som upptäcktes den 26 juli 1971 av den rysk-sovjetiske astronomen Nikolaj Tjernych vid Krims astrofysiska observatorium på Krim. Den har fått sitt namn efter den ryske målaren Konstantin Bogajevskij (1872–1943).
Asteroiden har en diameter på ungefär sju kilometer.